# أندري بال
أندري ميخايلوفيتش بال (16 يناير 1958 – 9 أغسطس 2014) في نوفيي روزديل في الاتحاد السوفيتي، لاعب كرة قدم سوفيتي سابق، ومدرب كرة قدم أوكراني.
لعب مع منتخب الاتحاد السوفيتي لكرة القدم.

## وصلات خارجية
- أندري بال على موقع الاتحاد الدولي (مؤرشف)  (الإنجليزية)
- أندري بال على موقع الاتحاد الأوربي (الإنجليزية)
- أندري بال على موقع قاعدة بيانات كرة القدم.إي يو (الإنجليزية)
- أندري بال على موقع ناشيونال فوتبول تيمز (الإنجليزية)
- أندري بال على موقع عالم كرة القدم.نت (الإنجليزية)

قالب:تشكيلة الاتحاد السوفيتي في كأس العالم 1982
قالب:تشكيلة الاتحاد السوفيتي في كأس العالم 1986